# Challenge de France féminin 2004-2005
La Challenge de France féminin 2004-2005 è stata la 4ª edizione della Coppa di Francia riservata alle squadre femminili. La finale si è svolta a Buzançais ed è stata vinta per la prima volta nella sua storia dall'FCF Juvisy ai calci di rigore contro l'Olympique Lione che cambia denominazione dopo l’assorbimento da parte della società di Jean-Michel Aulas.

## Fase regionale
Le squadre appartenenti ai campionati regionali si sfidano per prime in gare ad eliminazione diretta. 

## Fase federale

### Primo e Secondo turno
Tra il 21 novembre 2004 ed il 12 dicembre 2004 si aggiungono alle squadre rimanenti dal turno precedente le 20 squadre appartenenti al campionato Division 2 e si sfidano in gare ad eliminazione diretta.

## Sedicesimi di finale
Le gare si sono svolte il 16 gennaio 2005 e si aggiungono alle squadre rimanenti dal turno precedente 11 club del campionato Division 1. Il CNFE Clairefontaine non ha preso parte alla competizione.
| Squadra 1              | Risultato       | Squadra 2              |
| ---------------------- | --------------- | ---------------------- |
| Stade Briochin         | 0 - 6           | Soyaux                 |
| Monteux                | 0 - 5           | Montpellier            |
| Montigny               | 0 - 0 (4-3 dtr) | Saint-Memmie Olympique |
| AS Saint-Quentin       | 1 - 5           | Vendenheim             |
| COM Bagneux            | 0 - 5           | FCF Juvisy             |
| Celtic de Marseille    | 0 - 2           | Olympique Lione        |
| ES Cormelles-le-Royal  | 1 – 6           | Paris Saint-Germain    |
| Tours                  | 1 - 0           | Condéen                |
| AS Algrange            | 0 - 0 (5-4 dtr) | Hénin-Beaumont         |
| AS Juvignac            | 0 - 3           | Tolosa                 |
| Le Mans                | 2 - 0           | La Roche-sur-Yon       |
| Saint-Herblain OC      | 1 - 1 (1-3 dtr) | ASF Les Verchers       |
| AS Sarreguemines       | 1 - 1 (5-4 dtr) | CS Mars Bischheim      |
| FC Saint-Rémy          | 2 - 1           | FCF Lioujas            |
| EB Saint-Cyr-sur-Loire | 1 - 1 (4-3 dtr) | ES Blanquefortaise     |
| Ambilly                | 1 - 1 (2-4 dtr) | Rodez                  |

## Ottavi di finale
Tutte le gare si sono svolte il 13 febbraio 2005. 
| Squadra 1              | Risultato | Squadra 2           |
| ---------------------- | --------- | ------------------- |
| Montpellier            | 2 - 0     | Tolosa              |
| FCF Juvisy             | 7 - 0     | Montigny            |
| AS Algrange            | 0 - 6     | Vendenheim          |
| ASF Les Verchers       | 0 - 3     | Soyaux              |
| FC Saint-Rémy          | 0 - 3     | Paris Saint-Germain |
| AS Sarreguemines       | 0 - 6     | Olympique Lione     |
| EB Saint-Cyr-sur-Loire | 1 - 4     | Tours               |
| Rodez                  | 0 - 1     | Le Mans             |

## Quarti di finale
Le gare si sono svolte il 10 aprile 2005.
| Squadra 1           | Risultato | Squadra 2   |
| ------------------- | --------- | ----------- |
| Olympique Lione     | 1 - 0     | Montpellier |
| Soyaux              | 3 - 0     | Vendenheim  |
| Paris Saint-Germain | 3 - 1     | Tours       |
| Le Mans             | 0 - 4     | FCF Juvisy  |

## Semifinali
Le gare si sono svolte il 5 maggio 2005.
| Squadra 1           | Risultato | Squadra 2  |
| ------------------- | --------- | ---------- |
| Olympique Lione     | 4 - 2     | Soyaux     |
| Paris Saint-Germain | 0 – 7     | FCF Juvisy |

## Finale
| Arbitro: | Sarah Girard |

|                                                      |                      |                                                                   |
| Brétigny 58’                                         | Marcatori            | 64’ Tonazzi                                                       |
| Grangeon Slaton Brétigny Locatelli Fair Welsh Dusang | Tiri di rigore 4 – 5 | Bussaglia Tonazzi Soubeyrand Pichon Mugneret-Béghé Guilbert Guiné |